# Bârsănești
Bârsănești is een Roemeense gemeente in het district Bacău.
Bârsănești telt 5199 inwoners.